# BMW F 850 GS
Die BMW F 850 GS ist ein Mittelklasse-Motorrad vom Typ Allround-Enduro der Bayerischen Motoren Werke. Das Modell wurde im Jahr 2018 als der Nachfolger der F 800 GS vorgestellt. Es ist Teil der BMW-GS-Familie. Das Präfix „F“ steht, wie bei BMW üblich, für „Fun“ bzw. „Funduro“ und das Suffix „GS“ für „Gelände und Straße“. Von 2018 bis 2023 wurde auch das motorgleiche und auch in weiteren Details sehr ähnliche Modell F 750 GS produziert. Den Motor stellte Loncin in China her.

## Historie
Die F-Reihe von BMW begann 1993 mit der gemeinsam mit Aprilia produzierten F 650 mit einem Einzylinder-Viertaktmotor von Rotax mit 652 cm³ Hubraum. Es folgte zwischen 2000 und 2007 die F 650 GS mit gleichem Motor von Rotax, jedoch mit Einspritzung statt Vergaser.
Zwischen 2008 und 2012 wurde die F 650 GS mit dem Rotax-Paralleltwin-Zweizylinder mit 798 cm³ Hubraum ausgerüstet, der seit 2006 in ähnlicher Form in der F 800 S und ST, und ab 2008 auch in der Enduro F 800 GS eingesetzt wurde. 2012 folgte das leistungsreduzierte Schwestermodell F 700 GS mit gleichem Paralleltwin-Motor.
Im September 2023 stellte BMW auf der IAA das Nachfolgemodell F 900 GS vor.

## Motor
Die F 850 GS hat einen wassergekühlten Zweizylinder-Viertaktmotor mit vier über Schlepphebel betätigten Ventilen pro Zylinder, zwei obenliegenden Nockenwellen und Trockensumpfschmierung. Die Zylinderbohrung von 84 mm und der Kolbenhub von 77 mm ergeben einen Hubraum von 853 cm³. Die Höchstdrehzahl beträgt 9000 min−1. Mit einem geregelten Drei-Wege-Katalysator erfüllt der Motor die Abgasnorm Euro 4, seit Mitte 2020 die Euro 5.
Die Vorgängermodelle F 800 GS und F 700 GS waren mit einem 798-cm³-Zweizylinder-Reihentwin-Motor mit 360° Zündversatz, also gleichlaufenden Kolben, ausgestattet. In den seit 2018 produzierten Modellen F 850 GS und F 750 GS ist es nun ein 853-cm³-Zweizylinder-Reihentwin mit 90 Grad Hubzapfenversatz und einem Zündversatz von 270 und 450 Grad. Dieser Motor hat Ausgleichswellen.
Durch diese Bauweise und Zündfolge hat der Motor ein ähnliches Verhalten wie ein V2-Motor.
Das leistungsschwächere Schwestermodell F 750 GS ist durch eine geänderte Motorsteuerung auf eine Leistung von 57 kW (77 PS) begrenzt, ansonsten sind die Motoren und Getriebe bei beiden Modellen gleich. Der Motor wurde von BMW konstruiert, wird aber bei BMWs Kooperationspartner Loncin in China gefertigt.
Das Motorrad kann auch mit auf 35 kW (48 PS) reduzierter Leistung für den Motorradführerschein A2 ausgeliefert werden.
Seit 2022 ist die laut BMW wartungsfreie, hart-beschichtete M Endurance-Kette im Komfort-Paket erhältlich.

## Konstruktive Merkmale
Statt eines Gitterrohrrahmens wie beim Vorgängermodell hat die F 850 GS einen Brückenrahmen aus Stahlprofilen in Schalenbauweise mit höherer Torsionssteifigkeit. Auch ist der Tank nicht mehr unter der Sitzbank, sondern über dem Motor eingebaut.

## Serienausstattung (Auszug)
- E-Gas (Ride-by-Wire)
- ABS, abschaltbar
- ASC (Automatic Stability Control), abschaltbar
- Fahrmodi Rain und Road
- Instrumentenkombination mit Bordcomputer Pro
- LED-Rücklicht mit dynamischem Bremslicht
- LED-Scheinwerfer (Abblend- und Fernlicht)
- Elektronische Wegfahrsperre (EWS)
- Upside-Down-Gabel vorn (Ø 43 mm)
- Motorschutz

## Sonderausstattung (Auszug)
- Dynamic ESA (elektronisch einstellbares Fahrwerk)
- DTC (Dynamic Traction Control)
- Fahrmodi Pro (Dynamic / Enduro / Enduro Pro)
- ABS Pro (Kurven-ABS)
- LED-Scheinwerfer inkl. LED-Tagfahrlicht
- Connectivity inkl. 6,5" vollfarbiges TFT-Display
- Intelligenter Notruf eCall
- Schaltassistent Pro
- Keyless Ride
- RDC (Reifendruckkontrolle)
- Temporegelung
- Griffheizung
- Komfortsitzbank mit 875 mm Sitzhöhe

## Militärische Nutzung

F 850 GS als Motorrad der Feldjäger der Bundeswehr (2019)

Die Bundeswehr hat 2019 das Modell F 850 GS als Nachfolger der Hercules K 125 BW und Hercules K 180 BW eingeführt.

## Unterschiede zwischen F750GS und F850GS
Motor, Getriebe, Rahmen und viele weitere Teile der beiden Schwestermaschinen sind vollkommen gleich, die Ersatzteilnummern oft identisch. Die Unterschiede liegen vor allem darin, dass die F 750 GS ein wenig mehr auf Straße, die F 850 GS mehr auf Gelände ausgelegt ist. Die wesentlichen Unterschiede sind:

### Motor
Die Motoren beider Maschinen sind gleich. Die gegenüber der F 850 GS reduzierte Leistung der F 750 GS wird nur durch die geänderte Motorsteuerung erreicht.
|                       | F 750 GS                   | F 850 GS                   |
| --------------------- | -------------------------- | -------------------------- |
| Leistung              | 57 kW/77 PS bei 7500 min−1 | 70 kW/95 PS bei 8250 min−1 |
| Drehmoment            | 83 Nm bei 6000 min−1       | 92 Nm bei 6250 min−1       |
| Höchstgeschwindigkeit | 190 km/h                   | > 200 km/h                 |

Die Leistungs- und Drehmomentdiagramme beider Maschinen zeigen, dass die F 850 GS nur bei hohen Drehzahlen ab ungefähr 6000 min−1 ein höheres Drehmoment und damit mehr Leistung hat.

### Fahrwerk
|                       | F 750 GS              | F 850 GS                    |
| --------------------- | --------------------- | --------------------------- |
| Radführung Vorderrad  | Teleskopgabel Ø 41 mm | Upside-Down-Gabel Ø 43 mm   |
| Federwege vorn/hinten | 151/177 mm            | 204/219 mm                  |
| Vorderrad             | 2,50 x 19" Gußrad     | 2,15 x 21" Kreuzspeichenrad |
| Hinterrad             | 4,25 x 17" Gußrad     | 4,25 x 17" Kreuzspeichenrad |
| Vorderreifen          | 110/80 R19            | 90/90-21                    |
| Hinterreifen          | 150/70 R17            | 150/70 R17                  |
| Reifentyp             | radial schlauchlos    | radial schlauchlos          |

### Sitzhöhe
|                                                 | F 750 GS | F 850 GS |
| ----------------------------------------------- | -------- | -------- |
| Sitzhöhe in Standardausführung                  | 81,5 cm  | 86,0 cm  |
| Minimal mögliche Sitzhöhe (mit Tieferlegung)    | 77,0 cm  | 81,5 cm  |
| Maximal mögliche Sitzhöhe (mit Komfortsitzbank) | 83,0 cm  | 87,5 cm  |

Die größere Sitzhöhe der F 850 GS resultiert vor allem aus dem mit 21" größeren Vorderrad sowie den größeren Federwegen vorn und hinten. Die Sitzposition mit den Füßen auf den Fußrasten ist wegen der identischen Rahmen beider Maschinen nahezu gleich.

## Kritiken
„Man sieht es der neuen BMW F 850 GS vielleicht nicht auf den ersten Blick an, aber sie ist tatsächlich eine völlige Neukonstruktion. Sowohl das Stahlchassis als auch der Antrieb wurden geändert, der Motor auf 853 Kubik vergrößert und mit dem 90 Grad-Hubzapfenversatz noch druckvoller ausgelegt. Damit präsentiert sich die neue F 850 GS eher souverän als aufgeregt und überzeugt sowohl auf der Straße als auch im Gelände. Das ganz Besondere an der BMW ist die Möglichkeit, sie dank umfangreichem Zubehörprogramm genau auf die persönlichen Bedürfnisse abzustimmen - es gibt eigentlich kein derzeit erhältliches Feature, das man nicht auf seiner F 850 GS bekommen könnte. Das treibt allerdings auch den Preis in die Höhe.“

„Wer eine einfach zu fahrende, hübsche Reiseenduro sucht, der bekommt hier nun eine weitere Alternative. Die Stärken der F 850 GS liegen im Komfort, der Unkompliziertheit, dem niedrigen Verbrauch und im extrem reichhaltigen Programm an Extras und Zubehör. Zu den Schwächen zählt der Windschutz ...“

„Die 850er ist deutlich erwachsener geworden und näher an die Boxer-Schwester gerückt. Den Komfort- und Souveränitäts-Gewinn gibt es nicht umsonst, beim Rangieren und langsamen Offroad-Passagen ist die F 850 GS spürbar träger als die 30 Kilo leichtere Vorgängerin.“

„Die Baby-GS ist deutlich näher an ihre große Schwester gerückt. Der kultiviertere Motor und das hochwertige Fahrwerk sind der 800er klar überlegen. Doch der Abenteuergeist ging beim Wandel verloren.“